# Gambetto di donna rifiutato, variante Janowski
La variante Janowski è un'apertura del gioco degli scacchi, della partita di donna, caratterizzata dalle mosse:
1. d4 d5
2. c4 e6
3. Cc3 a6

## Storia
David Janowski (1868-1927) fu l'inventore di tale variante, lo stesso autore della difesa vecchia indiana

## Continuazioni
Fra le possibili continuazioni:
- 4 cxd5 exd5 5 Af4 Cf6 6 e3 Ad6 7 Ag3 0-0 8 Ad3 Cc6 9 Cf3 Cb4 10 Ab1 Te8 .
- 4 cxd5 exd5 5 Cf3 c6 6 Af4 Cf6 7 e3 Ad6 8 Ad3 0-0 9 h3 Axf4 10 exf4 Db6 11 Dd2 .
- 4 cxd5 exd5 5 Cf3 Cf6 6 Ag5 Ae7 7 e3 0-0 8 Ad3 Cbd7 9 Tc1 c6 10 0-0 Te8 11 Dc2 Cf8! 12
- 4 cxd5 exd5 5 g3 Cf6 6 Ag2 Cc6 7 Ch3 Axh3 8 Axh3 Ab4 9 0-0 0-0 10 Ag5 Axc3 11 bxc3 h6